# بورخا خيمينيز
بورخا خيمينيز سايز (بالإسبانية: Borja Jiménez Sáez؛ مواليد 21 يناير 1985) هو مدرب كرة قدم إسباني، وهو المدير الفني الحالي لنادي ليغانيس في الدوري الإسباني.

## مسيرته التدريبية
ولد خيمينيز في آبلة، قشتالة وليون، وبدأ مسيرته المهنية في عام 2006، مع فريق الشباب في نادي ريال آبلة. غادر النادي في عام 2009 وعمل بعد ذلك في صفوف الشباب في أكاديمية ميلان وكاسا سوشيال كاتوليكا، قبل أن يعود إلى أفيلا في عام 2011 كمساعد لجوزيه لويس دييزما.
في 10 أكتوبر 2013، حل خيمينيز محل كيكو سانشيز المقال كمدير للفريق الأول لأفيلا. في 17 نوفمبر 2014، بعد سلسلة من النتائج السيئة، استقال.
انضم خيمينيز إلى ريال بلد الوليد في يونيو 2015، كمدير لفريق كاديتي أ. ومع ذلك، في 22 أكتوبر، تم تعيينه مديرًا لفريق الاحتياطي في دوري الدرجة الثانية ب، وتمكن من تجنب الهبوط مع الفريق؛ في 30 مايو 2016، أعلن رحيله.
في 1 يونيو 2016، تم تعيين خيمينيز مديرًا لنادي إيزارا الذي لا يزال في الدرجة الثالثة. في 10 يوليو من العام التالي، وبعد إنهاء الموسم في منتصف الجدول، تم تعيينه على رأس فريق الدوري الآخر رابيدو دي بوزاس.
بعد أن قاد رابيدو إلى المركز الخامس المثير للإعجاب، تم تعيين خيمينيز مديرًا لنادي ميرانديس في 28 يونيو 2018، والذي كان لا يزال في الدرجة الثالثة. أنهى موسمه الأول في المسؤولية بالصعود إلى دوري الدرجة الثانية من خلال المباريات الفاصلة.
في 5 يوليو 2019، غادر خيمينيز فريق روخيلوس بعد فشل النادي في التوصل إلى اتفاق لتجديد عقده، وتم تعيينه مديرًا لفريق أستيراس تريبوليس بعد يومين. أقيمت أول مباراة احترافية له في 24 أغسطس، وخسر فيها 0–1 أمام أوليمبياكوس. تم إعفاؤه من منصبه في 4 ديسمبر 2019 على الرغم من فوزه 3–2 بعد الوقت الإضافي على بلاتانياس في مباراة الإياب من الدور الخامس لكأس اليونان في نفس اليوم.
عاد خيمينيز إلى دوري الدرجة الثالثة في بلاده قبل نهاية العام، حيث تولى قيادة نادي قرطاجنة بعد أن استقال جوستافو مونوا إلى نادي ناسيونال دي فوتبول في موطنه أوروغواي. في يوليو 2020، قادهم للصعود إلى الدرجة الثانية لأول مرة منذ ثماني سنوات، بفوزهم في مباراة فاصلة بركلات الترجيح على نادي سي دي أتليتكو بالياريس.
تم إقالة خيمينيز في 18 ديسمبر 2020، بعد خروج الفريق من كأس ملك إسبانيا أمام فريق بونتيفيدرا من الدرجة الثالثة. في 26 مايو التالي، تم تعيينه مسؤولاً عن فريق ديبورتيفو لاكورونيا التابع لدوري الدرجة الأولى الإسباني.
فشل خيمينيز بصعوبة في الصعود بعد خسارته في الوقت الإضافي أمام ألباسيتي بالومبي في نهائي الملحق لعام 2022، وتم طرده من قبل ديبورا في 11 أكتوبر 2022، بعد بداية سيئة للموسم. في 6 يونيو من العام التالي، تم تعيينه على رأس نادي ليجانيس في الدرجة الثانية.

## إحصائياته الإدارية
آخر تحديث 26 يناير 2025
.
| الفريق              | البلد   | من             | إلى            | السجل | السجل | السجل | السجل | السجل | السجل | السجل  | السجل  | م.     |
| الفريق              | البلد   | من             | إلى            | لعب   | فاز   | تعادل | خسر   | له    | عليه  | الفارق | فوز %  | م.     |
| ------------------- | ------- | -------------- | -------------- | ----- | ----- | ----- | ----- | ----- | ----- | ------ | ------ | ------ |
| أفيلا               | إسبانيا | 10 أكتوبر 2013 | 17 نوفمبر 2014 | 45    | 19    | 11    | 15    | 60    | 44    | +16    | 042٫22 | [ 19 ] |
| ريال بلد الوليد ب   | إسبانيا | 22 أكتوبر 2015 | 30 مايو 2016   | 29    | 11    | 4     | 14    | 35    | 40    | −5     | 037٫93 | [ 20 ] |
| إيزارا              | إسبانيا | 1 يونيو 2016   | 10 يوليو 2017  | 38    | 11    | 13    | 14    | 37    | 45    | −8     | 028٫95 | [ 21 ] |
| رابيدو دي بوزاس     | إسبانيا | 10 يوليو 2017  | 17 مايو 2018   | 41    | 15    | 16    | 10    | 39    | 34    | +5     | 036٫59 | [ 22 ] |
| ميرانديس            | إسبانيا | 28 يونيو 2018  | 5 يوليو 2019   | 55    | 27    | 18    | 10    | 82    | 51    | +31    | 049٫09 | [ 23 ] |
| أستيراس تريبوليس    | اليونان | 7 يوليو 2019   | 4 ديسمبر 2019  | 14    | 5     | 2     | 7     | 18    | 19    | −1     | 035٫71 | [ 24 ] |
| قرطاجنة             | إسبانيا | 23 ديسمبر 2019 | 18 ديسمبر 2020 | 31    | 9     | 9     | 13    | 36    | 39    | −3     | 029٫03 | [ 25 ] |
| ديبورتيفو لاكورونيا | إسبانيا | 26 مايو 2021   | 11 أكتوبر 2022 | 49    | 27    | 11    | 11    | 77    | 42    | +35    | 055٫10 | [ 26 ] |
| ليغانيس             | إسبانيا | 6 يونيو 2023   | الآن           | 70    | 30    | 23    | 17    | 89    | 64    | +25    | 042٫86 | [ 27 ] |
| المجموع             | المجموع | المجموع        | المجموع        | 373   | 155   | 107   | 111   | 473   | 378   | +95    | 041٫55 | —      |

## وصلات خارجية
- بورخا خيمينيز على موقع قاعدة بيانات كرة القدم.إي يو (الإنجليزية)
- بورخا خيمينيز على موقع Soccerway.com (الإنجليزية)
- بورخا خيمينيز على موقع عالم كرة القدم.نت (الإنجليزية)